# Нідерландський референдум щодо Конституції Європейського Союзу (2005)
Нідерландський референдум щодо Конституції Європейського Союзу — консультативний референдум, який проводився 1 червня 2005 року з метою з'ясувати, чи повинні Нідерланди ратифікувати запропоновану Конституцію ЄС. Референдум став першим більш ніж за 200 років в історії Нідерландів (попередній проходив в 1801 році) і ніяк не зобов'язував уряд, тобто, навіть не дивлячись на те, що пропозицію щодо Конституції було відхилено більшістю виборців, вона могла б бути ратифікована Генеральними штатами країни. Однак ще до голосування уряд заявив, що буде діяти згідно з рішенням виборців, при явці понад 30 %. Результати голосування показали, що Конституцію відкинули 61,6 % виборців при явці 63,3 %.
Питання, винесене на референдум, було таким:
нід. Bent U voor of tegen instemming door Nederland met het verdrag tot vaststelling van een grondwet voor Europa?
(Ви за або проти схвалення Нідерландами договору, який встановлює Конституцію Європи?)
Нідерландський референдум проводився за 3 дні після французького референдуму, на якому французи відкинули Конституцію ЄС. Для ратифікації Конституції потрібно схвалення всіх країн Європейського Союзу. У зв'язку з цим після того, як Франція проголосувала проти Конституції, вважалося, що Нідерландський референдум втратив сенс. Кампанія «За» апелювала до того, що відкидання Конституції Нідерландами може зашкодити іміджу країни. З іншого боку, результат Французького референдуму значно посилив позиції противників Конституції в Нідерландах. Вважається, що голосування проти Конституції Францією і Нідерландами, країнами-засновниками Європейського Союзу, «вбило» Конституцію Європи. Планувалися референдуми і в інших країнах, проте вони були або перенесені, або зовсім скасовані. Нині Конституція ЄС більш не розглядається як можливий документ.

## Результати
| Участь у референдумі:    |            |         |
| Всього бюлетенів         | 7 705 196  | 63,3 %  |
| Не голосувало            | 4 467 544  | 36,7 %  |
| Всього виборців          | 12 172 740 | 100,0 % |
| Бюлетені:                |            |         |
| Дійсних                  | 7 646 415  | 99,24 % |
| Незаповнених і недійсних | 58 781     | 0,76 %  |
| Всього голосів           | 7 705 196  | 100,0 % |
| Так чи Ні:               |            |         |
| Так (в підтримку)        | 2 940 730  | 38,5 %  |
| Ні (проти)               | 4 705 685  | 61,5 %  |
| Всього                   | 7 646 415  | 100 %   |